# Schloss Amsoldingen

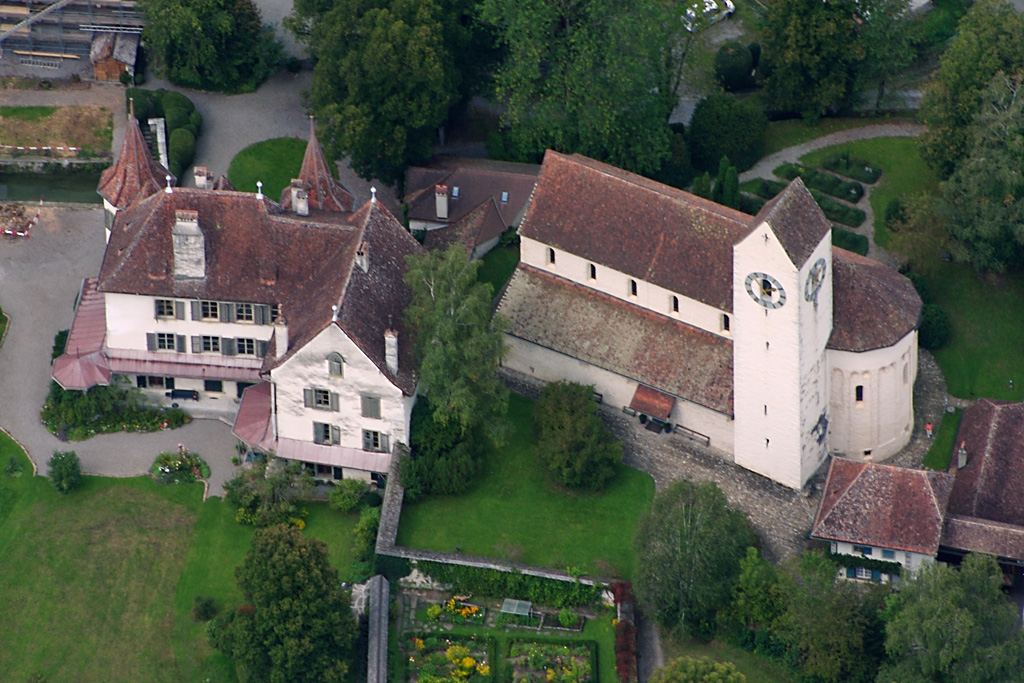
Schloss Amsoldingen 2006

Das Schloss Amsoldingen ist ein Schloss aus dem 10. Jahrhundert in der Gemeinde Amsoldingen im Kanton Bern und ist in Privatbesitz.

## Geschichte
Die genauen Ursprünge des Schlosses sind unklar. Es scheint, dass der burgundische König Rudolf II. als Propstei dem Chorherrenstift Amsoldingen geschenkt hat. 1484 wurde das Stift Amsoldingen aufgehoben und ins Berner Münsterstift eingegliedert. 1496 wurde das Schloss an den Berner Bürger und Kaufherrn Bartholomäus May verkauft. Danach wechselte das Schloss mehrmals den Besitzer, darunter einige Berner Patrizierfamilien wie die von Erlach und  von Tscharner und ist bis heute in Privatbesitz.
Die wohl bekannteste Schlossherrin war Elisabeth de Meuron.